# Peugeot HR1
La HR1 est un concept car présenté par Peugeot en octobre 2010 lors du Mondial de Paris.

## Présentation
La HR1 est un concept de petit crossover présenté par Peugeot au Mondial de l'automobile de Paris 2010 pour le 200e anniversaire de la marque.

## Style
La HR1 se présente sous la forme d'un petit coupé SUV de 3,69 m de long. Il dispose de deux portes qui s'ouvrent en élytres électriquement, et reprend la calandre dite « flottante » inaugurée par la SR1. Le double bossage sur le toit évoque quant à lui la RCZ. À l'intérieur, on retrouve l'« i-Cockpit », lui aussi déjà vu sur la SR1, où les compteurs sont situés au-dessus du volant, et non au travers comme dans la plupart des voitures. Le coffre permet un volume de charge modulable allant de 180 à 734 L.
Le style du HR1 annonce en partie celui de la Peugeot 208, dont la commercialisation a commencé au printemps 2012. On y retrouvera notamment la calandre flottante et certains traitements surfaciques de l'extérieur, mais aussi une première application série de l'i-cockpit. Les feux arrière rappellent également ceux qui apparaîtront plus tard sur la 2008.

## Mécanique
Le HR1 s'appuie sur une mécanique hybride groupant un inédit 3 cylindres essence 1,2 L THP de 110 ch et 190 N m à l’avant (lequel deviendra le moteur EB), et un moteur électrique de 37 ch à l'arrière, soit une puissance cumulée théorique de 147 ch. Chaque moteur étant voué à un essieu, cette architecture inspirée de la technologie HYbrid4 lui permet d'offrir l'équivalent de quatre roues motrices. Peugeot revendique des émissions de CO2 maîtrisées (80 g/km, voire 0 g/km en mode électrique) et une consommation de l’ordre de 3,5 L aux 100 km.

## Galerie

Peugeot HR1 au Mondial de l'automobile de Paris 2010
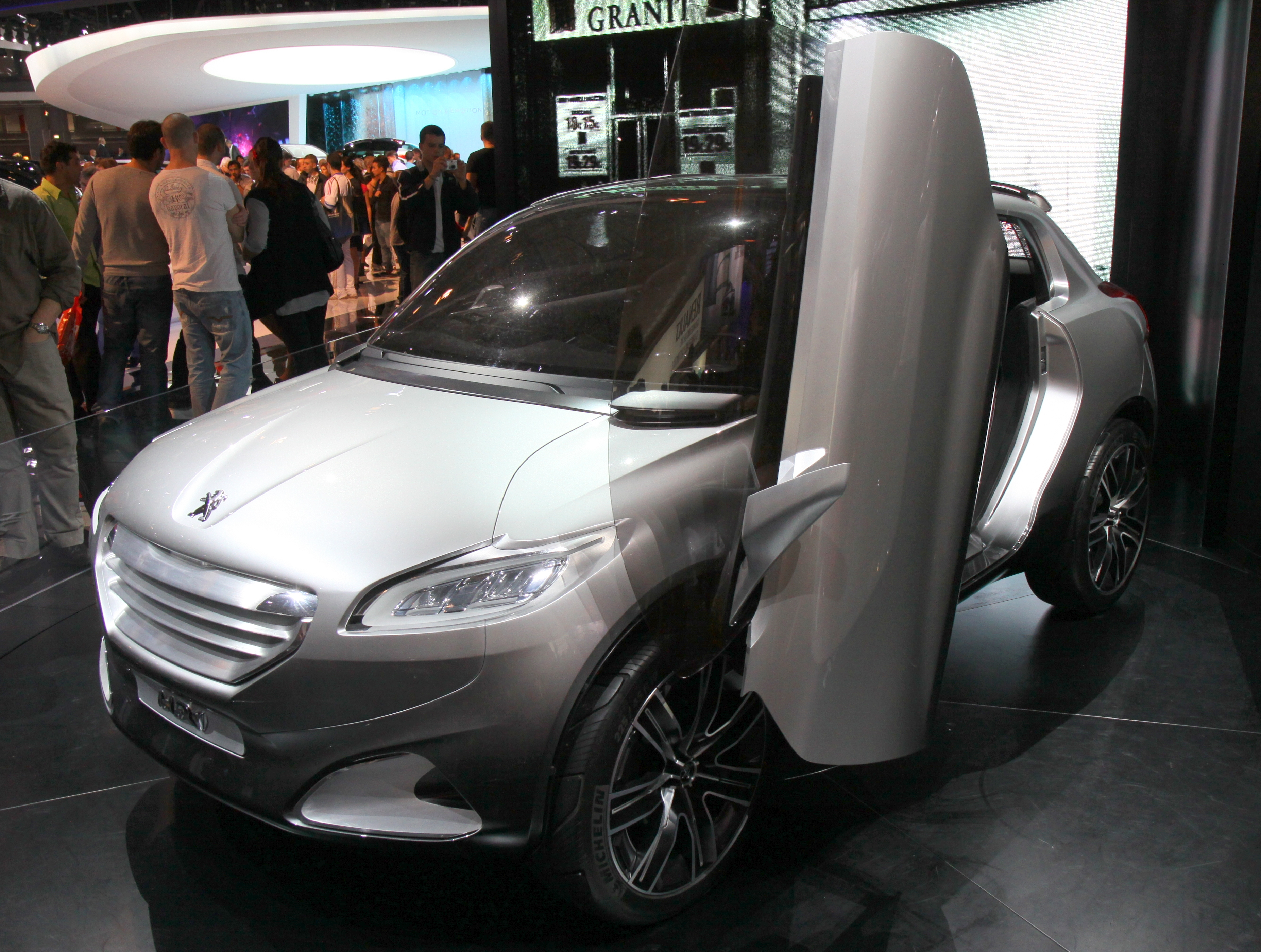
Vue avant.
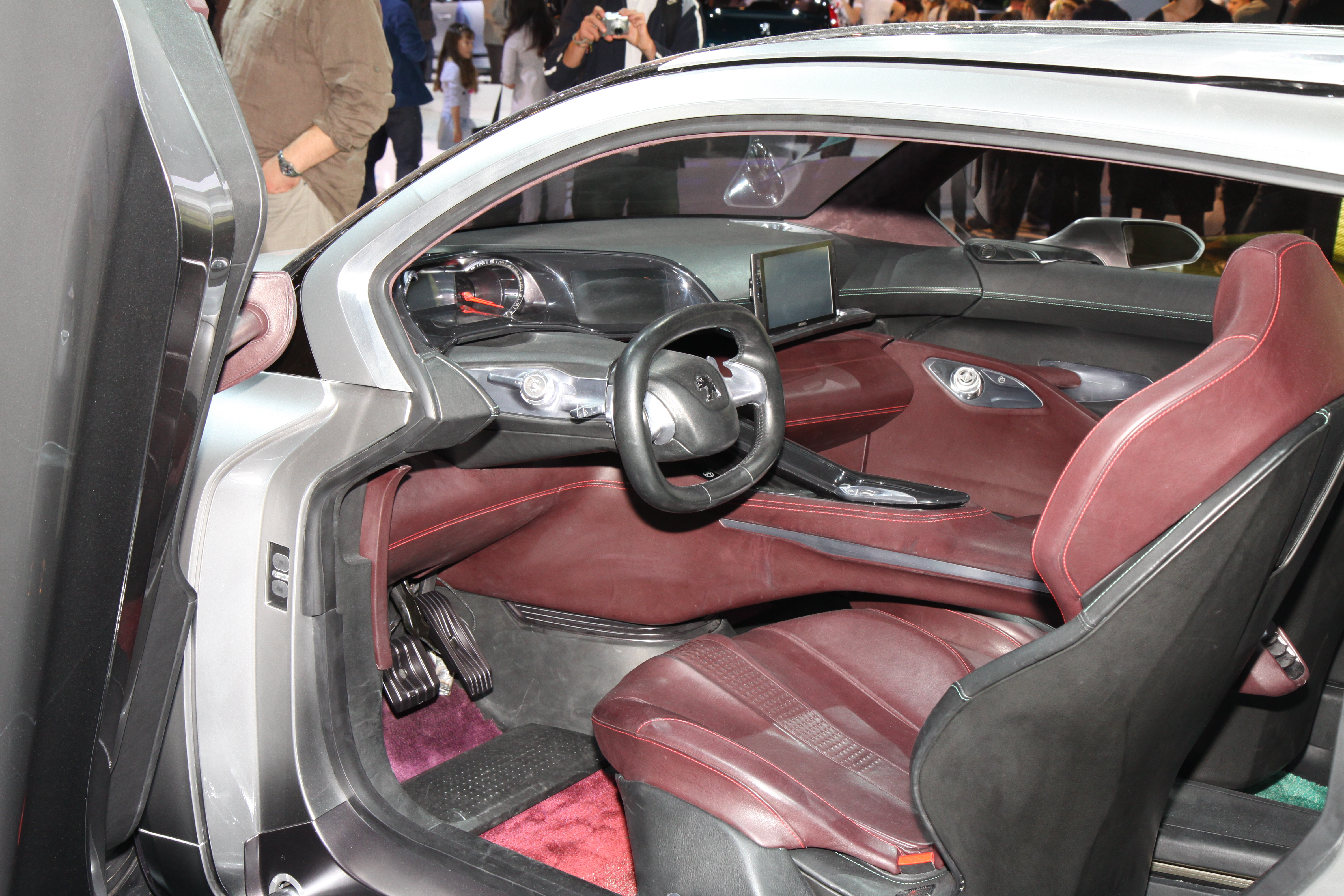
Vue intérieure.
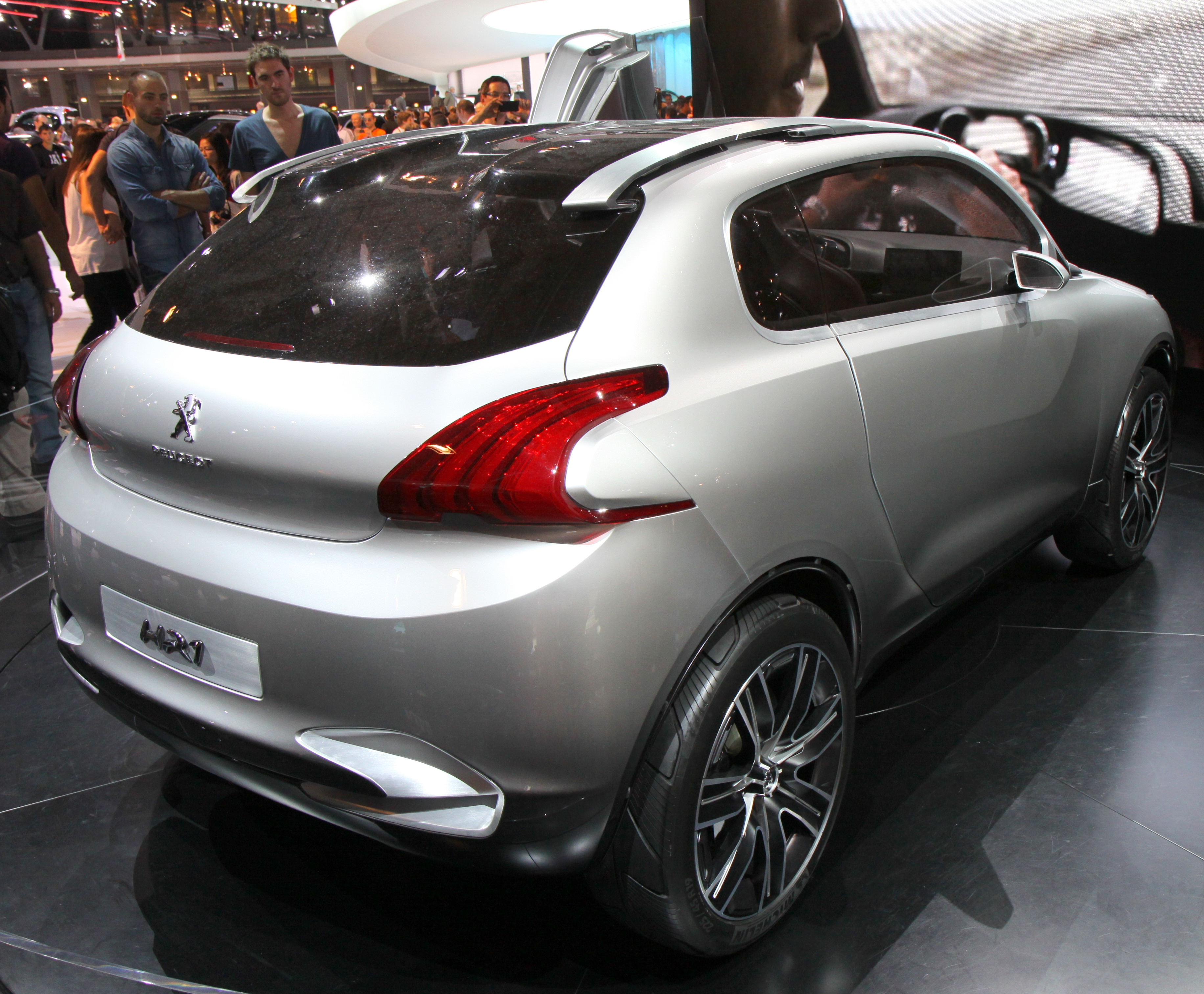
Vue arrière.